# 天开
天开（1205年—1225年）是大理国皇帝段智祥的第一個年号，共计21年。
年號名稱，雲南文獻皆作「天開」，唯李兆洛《纪元编》等写作“天开元寿”，误与其后年号仁寿相连。
起訖年，方詩銘、李崇智、段玉明、李家瑞、王雲、黃德榮作1205年－1225年。

## 年號及改元出處
- 倪輅《南詔野史》：「宋寧宗開禧元年（1205）立，改元天開。……智祥在位三十四年卒。」
- 胡蔚《增訂南詔野史》：「南宋寧宗乙丑開禧元年（1205）即位。明年（1206），改元天開，又改元天輔、仁壽。……理宗戊戍嘉禧二年（1238），智祥禪位為僧，在位三十三年。」
- 王崧《雲南備徵志》：「宋寧宗開禧元年（1205）即位，改元天開。……十一月帝薨，在位三十四年。」
- 諸葛元聲《滇史》：「段氏二十世智祥，以宋寧宗開禧元年乙丑（1205）立，改元天開。……宋理宗寶慶三年丁亥（1127），智祥改元仁壽。凡在位三十四年，至戊戌（1138），禪位于子祥興。」
- 李京《雲南志略》：「子智祥立，改元天開、天輔、仁壽。在位三十四年。」
- 楊慎《滇載記》：「智祥以宋寧宗開禧元年（1205）立，改元天開、仁壽。」
- 馮蘇《滇考》：「寧宗開禧元年（1205），弟智祥立，改元天開。……理宗寶慶三年（1127），智祥改元仁壽，在位三十四年。」
- 《白古通記淺述》：「智祥立三十四歲。」
- 李兆洛《紀元編》：「段智祥〈智連子〉，天開仁壽〈開禧元年〉，天輔〈別見〉。」
- 《太和龍關趙氏族譜》：「天開十九年癸未。」[7]
- 《大理國淵公塔之碑銘並序》：「以天开十年甲戍十月二十四日」「天開十六年庚辰」[8]
- 《大般若波羅密多經第四十一》：「天開十九年癸未歲。」[9]

## 纪年對照表
| 天开 | 元年     | 二年   | 三年   | 四年   | 五年   | 六年   | 七年   | 八年   | 九年   | 十年   |
| ---- | -------- | ------ | ------ | ------ | ------ | ------ | ------ | ------ | ------ | ------ |
| 公元 | 1205年   | 1206年 | 1207年 | 1208年 | 1209年 | 1210年 | 1211年 | 1212年 | 1213年 | 1214年 |
| 干支 | 乙丑     | 丙寅   | 丁卯   | 戊辰   | 己巳   | 庚午   | 辛未   | 壬申   | 癸酉   | 甲戌   |
| 天开 | 十一年   | 十二年 | 十三年 | 十四年 | 十五年 | 十六年 | 十七年 | 十八年 | 十九年 | 二十年 |
| 公元 | 1215年   | 1216年 | 1217年 | 1218年 | 1219年 | 1220年 | 1221年 | 1222年 | 1223年 | 1224年 |
| 干支 | 乙亥     | 丙子   | 丁丑   | 戊寅   | 己卯   | 庚辰   | 辛巳   | 壬午   | 癸未   | 甲申   |
| 天开 | 二十一年 |        |        |        |        |        |        |        |        |        |
| 公元 | 1225年   |        |        |        |        |        |        |        |        |        |
| 干支 | 乙酉     |        |        |        |        |        |        |        |        |        |

## 同期存在的其他政权年号
- 中國
  - 開禧（1205年－1207年）：宋－宋寧宗趙擴之年號
  - 嘉定（1208年－1224年）：宋－宋寧宗趙擴之年號
  - 寳慶（1225年－1227年）：宋－宋理宗趙昀之年號
  - 轉運（1207年）：南宋時期－吳曦之年號
  - 天禧（1178年－1211年）：西遼－遼末主耶律直魯古之年號
  - 泰和（1201年－1208年）：金－金章宗完顏璟之年號
  - 大安（1209年－1211年）：金－金衛紹王完顏永濟之年號
  - 崇慶（1212年－1213年）：金－金衛紹王完顏永濟之年號
  - 至寧（1213年）：金－衛紹王完顏永濟之年號
  - 貞祐（1213年－1217年）：金－金宣宗完顏珣之年號
  - 興定（1217年－1222年）：金－金宣宗完顏珣之年號
  - 元光（1222年－1223年）：金－金宣宗完顏珣之年號
  - 正大（1224年－1231年）：金－金哀宗完顏守緒之年號
  - 天統（1213年－1216年）：金朝時期－耶律留哥之年號
  - 天賜（1214年）：金朝時期－劉永昌之年號
  - 天順（1214年）：金朝時期－楊安兒之年號
  - 天泰（1215年－1223年）：金朝時期－蒲鮮萬奴之年號
  - 大同（1224年－1233年）：金朝時期－蒲鮮萬奴之年號
  - 興隆（1216年－1217年）：金朝時期－張致之年號
  - 順天（1216年）：金朝時期－郝定之年號
  - 天威（1216年）：金朝時期－耶廝不之年號
  - 天德（1216年）：金朝時期－耶律金山之年號
  - 大同（1224年－1233年）：金朝時期－蒲鮮萬奴之年號
  - 天慶（1194年－1206年）：西夏－夏桓宗李純祐之年號
  - 應天（1206年－1209年）：西夏－夏襄宗李安全之年號
  - 皇建（1210年－1211年）：西夏－夏襄宗李安全之年號
  - 光定（1211年－1223年）：西夏－夏神宗李遵頊之年號
  - 乾定（1223年－1226年）：西夏－夏獻宗李德旺之年號
- 越南
  - 天資嘉瑞（1202年－1205年）：李朝－李龍翰之年號
  - 治平龍應（1205年－1210年）：李朝－李龍翰之年號
  - 建嘉（1211年－1224年）：李朝－李旵之年號
  - 天彰有道（1224年－1225年）：李朝－李天馨之年號
  - 建中（1225年－1232年）：陳朝－陳日煚之年號
- 日本
  - 元久（1204年－1206年）：土御門天皇之年号
  - 建永（1206年－1207年）：土御門天皇之年号
  - 承元（1207年－1211年）：土御門天皇與順德天皇之年号
  - 建曆（1211年－1214年）：順德天皇之年号
  - 建保（1214年－1219年）：順德天皇之年号
  - 承久（1219年－1222年）：順德天皇、仲恭天皇與後堀河天皇之年号
  - 貞應（1222年－1224年）：後堀河天皇之年号
  - 元仁（1224年－1225年）：後堀河天皇之年号
  - 嘉祿（1225年－1227年）：後堀河天皇之年號